# 川南町立川南小学校
川南町立川南小学校（かわみなみちょうりつ かわみなみしょうがっこう）は、宮崎県児湯郡川南町川南（川南町のほぼ中央）にある公立の小学校。

## 概要
歴史
1900年（明治33年）に川南村内の小学校が統合の上、「川南尋常小学校」が創立。2020年（令和4年）には創立120周年を迎えた。
校訓
「全力一心」
校章
中央に校名の「川南」の文字（縦書き）を配している。
校歌
1924年（大正13年）制定。作詞は小森理一、作曲は園山民平による。
通学区域
「川南町内の学校の通学区域」（川南町ウェブサイト）を参照。中学校区は北部が川南町立唐瀬原中学校、南部が川南町立国光原中学校。

## 沿革
前史
- 1869年（明治2年）- 郷学として、平田神社内に「平田校」、民家を校舎として「通山校[3]」が創立。
- 1871年（明治4年）- 「小池校」が菅原神社内に創立。
- 1872年（明治5年）- 学制が頒布される。
- 1873年（明治6年）- 「大内校」、「黒岩校」、「猪之久保校[4]」の3校が創立。 以上の計6校が公立小学校となる。
- 1884年（明治17年）- 小池小学校が大内小学校を統合（村内5校）。
- 1885年（明治18年）- 猪之久保小学校が小池小学校に統合され「猪之久保分校[4]」となる。また、通山小学校[3]が廃止される（村内3校1分校）。
- 1886年（明治19年）- 小学校令が施行される。平田小学校と小池小学校が統合の上、簡易科（3年制）を設置し、「簡易垂門小学校」となる。また、猪之久保分校が分離の上、「簡易猪之久保小学校」[4]として独立。（「簡易黒岩小学校」）（村内3校)
- 1887年（明治20年）4月 - 簡易垂門小学校大内分校[5]が設置される（村内3校1分校）。
- 1888年（明治21年）4月 - 簡易垂門小学校通山分校[3]が設置される（村内3校2分校）。
- 1889年（明治22年）5月1日 - 町村制施行により、児湯郡2村（平田・川南）が合併の上、「川南村」が発足。
- 1890年（明治23年）- 尋常科（4年制）を設置の上、「尋常垂門小学校」に改称。（「尋常黒岩小学校」・「尋常猪之久保小学校[4]」・「尋常大内小学校[5]）（村内4校1分校）
- 1892年（明治25年）4月 - 「垂門尋常小学校」に改称（「黒岩尋常小学校」・「猪之久保尋常小学校[4]」・「須田久保尋常小学校[5]）。通山分校が分離の上、「通山尋常小学校[3]」として独立（村内5校）。
- 1894年（明治27年）
  - 4月 - 校区改定により、尾脇地区の児童を隣村の木城村高城尋常小学校[6]に委託。掛迫地区の児童が黒岩尋常小学校に転入。
  - 9月 - 垂門尋常小学校に裁縫科および補習科を設置。
- 1899年（明治32年）5月 - 校区改定により、須田久保尋常小学校から黒岩尋常小学校へ市納地区の児童が転入。

統合・川南小学校
- 1900年（明治33年）4月 - 垂門尋常小学校と黒岩尋常小学校の2校を統合の上、「川南尋常小学校」が新設される。校地を唐瀬に定める。農業補習学校を併置（村内の小学校が4校となる）。
- 1901年（明治34年）
  - 1月 - 唐瀬に木造新校舎を新築。
  - 2月 - 校区改定により、須田久保尋常小学校から鵜戸ノ本・内野田地区の児童が転入。
  - 4月1日 - 高等科（4年制）を併置の上、「川南尋常高等小学校」（尋常科4年・高等科4年）に改称。
- 1904年（明治37年）4月 - 校区改定により、須田久保尋常小学校から須田久保・前野田地区の児童が転入。
- 1908年（明治41年）
  - 4月 - 改正小学校令により、尋常科（義務教育年限）が4年制から6年制に改められる。これにより、旧高等科1年を尋常科5年、旧高等科2年を尋常科6年、旧高等科3年を高等科2年、旧高等科4年を高等科2年（尋常科6年・高等科2年）に改める。
  - 6月 - 高等科3年を新設。
- 1913年（大正3年）
  - 4月 - 高等科を2年制に戻す。
  - 10月 - 校地を現在地に定め、校舎建設に着手。
- 1914年（大正3年）3月 - 新校舎が完成。
- 1919年（大正8年）4月 - 川南農業補習学校が併置される（後に「川南実業公民学校」に改称）。
- 1924年（大正13年）1月26日 - 校歌を制定。
- 1926年（大正15年）- 川南青年訓練所が併置される。
- 1928年（昭和3年）5月 - 講堂が完成。
- 1931年（昭和6年）12月 - 教育講演会が発足。
- 1935年（昭和10年）10月1日 - 青年学校令施行により、実業公民学校と青年訓練所が統合の上、川南青年学校に改称。
- 1937年（昭和12年）6月 - 四寮3教室を増築。
- 1941年（昭和16年）4月1日 - 国民学校令施行により、「川南村川南国民学校」に改称。尋常科を初等科に改める。
- 1945年（昭和20年）8月27日 - 終戦から間もない時期に発生した台風により、校舎および東寮が倒壊。
- 1947年（昭和22年）
  - 4月1日 - 学制改革（六・三制の実施）により、国民学校初等科が、新制小学校「川南村立川南小学校」に改組・改称。
  - 9月1日 - 川南村立山本小学校を分離。
- 1948年（昭和23年）
  - 1月 - 教育後援会を父母と先生の会に改める。
  - 5月 - 校区改定により、川南村立通山小学校へ、番野地・東原・坂ノ上・美国ヶ池地区の児童が転出。
- 1949年（昭和24年）5月 - 四寮東から2教室増築。
- 1950年（昭和25年）
  - 6月 - 1教室を増築。
  - 11月 - 新講堂が完成。
- 1953年（昭和28年）
  - 2月11日 - 町制施行により、「川南町立川南小学校」（現校名）に改称。
  - 7月 - 東寮が完成。
- 1954年（昭和29年）9月 - 北寮6教室を改築。新運動場が完成。
- 1956年（昭和31年）
  - 2月 - 学校給食を開始。
  - 6月17日 - 火災のため、本館・南・中寮校舎を焼失。
- 1957年（昭和32年）3月 - 新校舎が完成（復旧）。
- 1959年（昭和34年）10月 - 校旗・副校旗・校訓旗を制定。
- 1962年（昭和37年）4月 - 特殊学級を設置。
- 1963年（昭和38年）4月 - プールが完成。
- 1969年（昭和44年）
  - 2月 - 第四寮を解体後、跡地に鉄筋コンクリート造2階建ての新校舎が完成。
  - 3月 - 東寮2教室を解体。
- 1970年（昭和45年）
  - 3月 - 創立70周年を記念し、児童象徴像を建立。
  - 4月 - 給食センターが開所。
- 1972年（昭和47年）7月 - 交通公園が完成。
- 1973年（昭和48年）1月 - 体育館が完成。
- 1974年（昭和49年）4月 - 特殊教育訪問教育学級（在宅・川南・都農・国立療養所）を設置。
- 1979年（昭和54年）3月 - 第三棟を解体後、その跡地に鉄筋コンクリート造2階建ての新校舎が完成。
- 2000年（平成12年）2月 - 創立100周年記念式典を挙行。

## 交通
最寄りの鉄道駅
- JR九州 日豊本線 「川南駅」

最寄りのバス停留所
- 川南町トロントロンバス 尾鈴～通浜線、「唐瀬」バス停（停留所番号45）[7]

最寄りの幹線道路
- 宮崎県道307号尾鈴川南停車場線「川南町唐瀬」交差点
- 宮崎県沿岸北部広域農道（尾鈴サンロード）
- 国道10号 「川南町中里」交差点

## 周辺
- 川南町学校給食共同調理場（小学校敷地内）
- 平成幼稚園
- わかば保育所
- 唐瀬原 挺進第三連隊給水塔跡
- 川南湿原植物群落
- 国立病院機構宮崎病院

## 参考資料
- 「川南町史」（川南町, 1983年（昭和58年）11月1日発行）p.777～p.788